# Baptria nigrescens
Baptria nigrescens är en fjärilsart som beskrevs av Louis Beethoven Prout 1938. Baptria nigrescens ingår i släktet Baptria och familjen mätare. Inga underarter finns listade i Catalogue of Life.